# Nailed (Better Call Saul)
«Nailed» es el noveno y penúltimo episodio de la segunda temporada de la serie de televisión estadounidense de AMC Better Call Saul, la serie derivada de Breaking Bad. El episodio, escrito y dirigido por el cocreador Peter Gould, se emitió el 11 de abril de 2016 en AMC en Estados Unidos. Fuera de Estados Unidos, se estrenó en el servicio de streaming Netflix en varios países.

## Trama
Mike usa su tira de espigas para emboscar uno de los camiones de Héctor, y extrae USD $250,000 escondidos en una de las llantas mientras deja al conductor, Ximenez, atado pero vivo. Mike se encuentra con Nacho, quien sospecha que Mike es responsable del atraco, que él admite. Explica su intención de atraer la atención de la policía a la operación de drogas de Héctor, pero Nacho le dice que un automovilista que pasaba liberó a Ximenez. Ximenez luego llamó a Héctor, quien envió un equipo para limpiar los rastros del ataque, incluyendo matar al buen samaritano y enterrarlo en el desierto.
En una reunión de la Junta Bancaria de Nuevo México, los miembros del panel se dan cuenta de que los documentos que están revisando mientras consideran la aprobación de una nueva sucursal de Mesa Verde son incorrectos. Entre las correcciones y la espera de la próxima reunión programada de la junta, el banco experimentará un retraso de seis semanas. Chuck es humillado e inmediatamente sospecha que Jimmy estuvo involucrado. Kevin decide abandonar HHM y firmar con Kim, quien promete que Mesa Verde será su único cliente y el foco de su atención. Jimmy y Kim llegan a la casa de Chuck para recoger los archivos de Mesa Verde y Chuck acusa a Jimmy de sabotear su caso. Kim se pone del lado de Jimmy y afirma que Chuck simplemente cometió un error, argumentando que él no tiene pruebas y que su trato despreciativo hacia Jimmy le ha impedido ser tan exitoso como él. Sola en el auto con Jimmy, Kim revela que está consciente del engaño golpeándolo con enojo.
Jimmy y su equipo de camarógrafos visitan una escuela primaria local, esperan a que termine el recreo, y luego comienzan a grabar videos de Jimmy parado frente a la bandera estadounidense para usar en su anuncio de televisión. Son interrumpidos por la directora y otra miembro del personal, pero Jimmy afirma falsamente que está filmando un documental sobre Rupert Holmes, quien supuestamente es un famoso exalumno de la escuela. La directora, escéptica, se va a llamar a la oficina del superintendente de la escuela, dándoles tiempo a Jimmy y su equipo de terminar.
Más tarde esa noche, Kim le dice a Jimmy que nunca quiere discutir cómo se archivaron los documentos incorrectos, pero sugiere que Chuck es un adversario formidable y si Jimmy dejó alguna evidencia, Chuck la encontrará. Jimmy se da cuenta de que puede ser atrapado si el empleado de la tienda de copias donde alteró los documentos dice que estaba allí, por lo que va a la tienda a comprar el silencio del empleado. Llega mientras Ernesto interroga al empleado; Chuck lo hizo revisar en cada tienda de copias en la ciudad durante toda la noche para ver si alguien reconocía a Jimmy. Al recibir una respuesta positiva, Ernesto se va a buscar a Chuck y lo lleva de vuelta para interrogar al empleado. Jimmy entra y paga al empleado, luego se esconde al otro lado de la calle para ver llegar a Chuck. Ernesto y Chuck entran a la tienda y Chuck comienza a interrogar al empleado, pero sus síntomas de hipersensibilidad electromagnética lo superan y se desmaya, golpeándose la cabeza contra el mostrador mientras cae. Jimmy está dividido entre su deseo de ayudar a Chuck y su renuencia a salir de su escondite, porque hacerlo sería una admisión de que había estado en la tienda anteriormente para alterar los documentos.

## Recepción

### Audiencias
Al emitirse, el episodio recibió 2,06 millones de espectadores en Estados Unidos, y una audiencia de 0,8 millones entre adultos de 18 a 49 años.

### Recepción crítica
El episodio recibió aclamación crítica. Tiene una calificación 100% positiva con un puntaje promedio de 9,58 de 10 en el sitio de agregación de reseñas Rotten Tomatoes. El consenso de los críticos dice: ««Nailed» es un episodio destacado y desgarrador que lleva la acción a una cabeza que conduce al final de la temporada».
Terri Schwartz de IGN le dio al episodio una calificación de 9,5, escribiendo «¡¿Qué va a pasar con Chuck?!»